# Stratum intermedium
En odontologie, le stratum intermedium (strate ou couche intermédiaire) d'une dent en développement est une couche de deux ou trois cellules située entre l'épithélium adamantin interne et les cellules nouvellement formées du réticulum étoilé. Il apparaît lors du stade de la cloche au début du développement des dents, aux alentours de la 14e semaine de vie intra-utérine. Le stratum intermedium a une activité phosphatase alcaline particulièrement élevée qui lui permet de faire passer le calcium du réticulum étoilé dans les améloblastes puis dans l'émail. Cette couche, ainsi que l'épithélium adamantin interne, est donc responsable de la formation de l'émail des dents.
On donne aussi en histologie le nom de stratum intermedium à d'autres couches de tissus situées dans d'autres parties de l'organisme, notamment l'épiderme.